# Дельфинотерапия

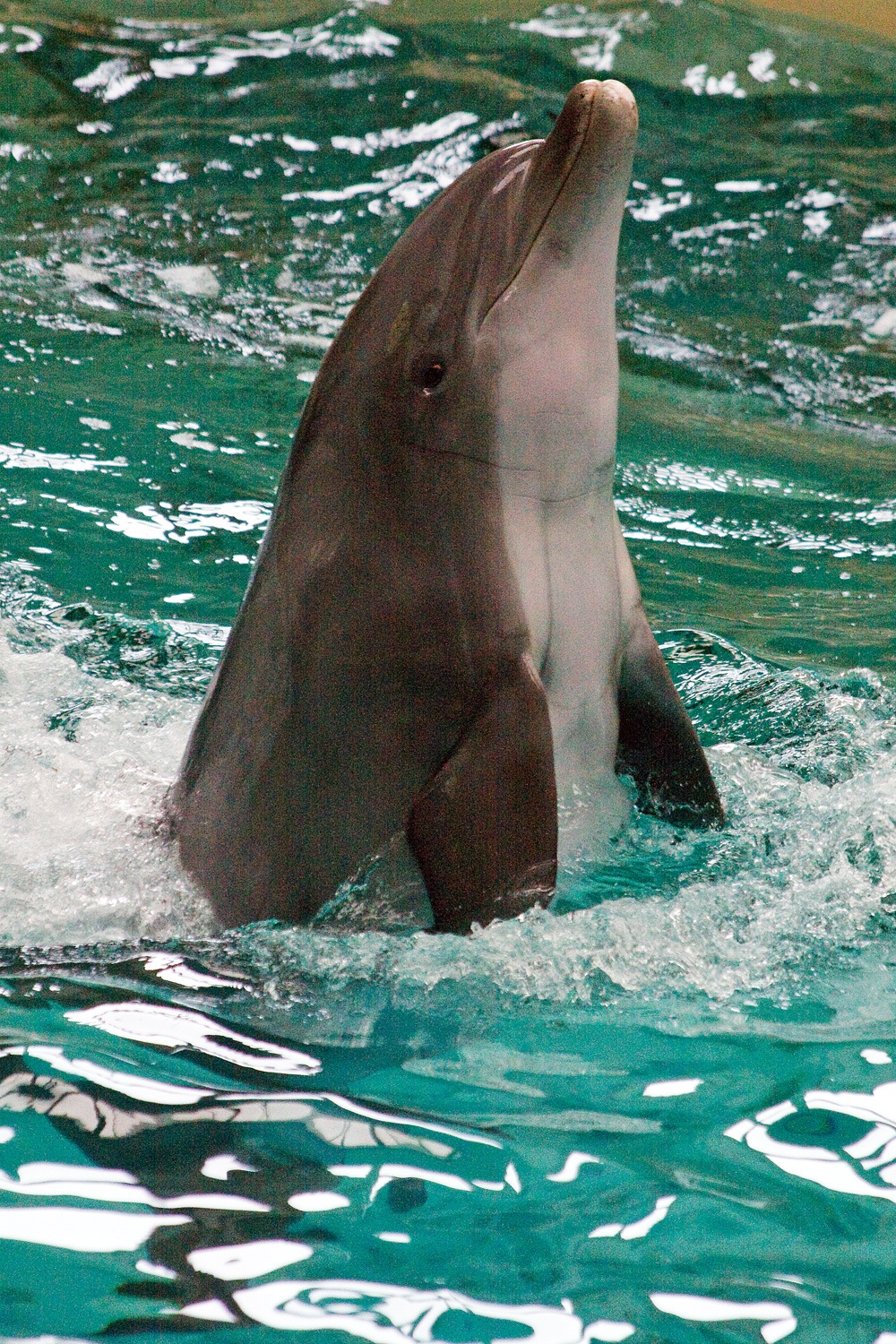
Дельфин в бассейне

Дельфинотерапи́я (ДТ, от англ. Dolphin assisted therapy, DAT) — вид медико-психологической реабилитации и пет-терапии. Относится к нетрадиционным методам психотерапии; эффективность не подтверждена. Подразумевает определенное взаимодействие человека и дельфина в форме игры или выполнения специальных упражнений. Направлена на улучшение состояния и самочувствия человека. 
Среди показаний для дельфинотерапии перечисляются такие заболевания как задержка речевого развития (ЗРР), задержка психического развития (ЗПР), расстройства аутистического спектра (РАС), синдром дефицита внимания и гиперактивности (СДВГ), детский церебральный паралич (ДЦП), нейросенсорная тугоухость, функциональные нарушения центральной нервной системы, органические поражения головного мозга, умственная отсталость (кроме глубокой степени), ПТСР, депрессии неэндогенного характера, неврозы, синдром Дауна, синдром Корнелии де Ланге и проч.
Противопоказаниями являются эпилепсия, ОРВИ и острые инфекционные заболевания, кожные заболевания, онкология.
К участию в дельфинотерапии допускаются дети от 3 лет.

## История
Первым известным исследователем в области ДТ был Дэвид Натансон. В 1960х он занимался с детьми, отстающими в обучении и выявил положительный результат у детей после ДТ в виде повышения концентрации внимания. Д.Натансон, — клинический психолог из Флориды. Его пациенты после ДТ прогрессировали в интеллектуальном развитии в 4 раза быстрее.
В 2005 году создан Международный институт дельфинотерапии (англ. International Institute Of The Dolphin Therapy). В Институте разработана первая официальная программа дельфинотерапии (англ. Dolphin Assisted Therapy — DAT), а также получен патент на «Способ лечения ультразвуковой терапией при помощи контролированного излучения сонара дельфина». Принцип лечения сонофорезом основан на ультразвуковом воздействии дельфина. Физиологический эффект лечения при помощи ультразвука характеризуется значимыми изменениями в биоэлектрической активности мозга.
В России ДТ стали применять в 1960х для реабилитации военнослужащих в Севастополе. Позднее ДТ стала применять более широко для терапии различных заболеваний, в том числе и как способ релаксации. В 90х годах XX века ДТ стали активно применять частные центры и организации.
Сейчас ДТ широко используется в разных странах мира, в первую очередь в США и Мексике.

## Исследования эффективности
Субъективно около 90 % клиентов замечают улучшения состояния. Например, улучшение концентрации внимания, способностей к запоминанию информации, моторики и координации.
Многие исследования подтверждают положительное влияние ДТ на человека, однако единое объяснение этого влияния отсутствует.
Особенно популярны исследования влияния ДТ на состояния детей с расстройствами аутистического спектра. В исследованиях показаны такие результаты, как повышение уровня серотонина, норадреналина, ГАМК, дофамина и мелатонина, естественным следствием чего становится улучшение сна и нормализация циркадного ритма.
Кроме того, результат показан и в эмоциональной сфере. После цикла ДТ у 70 % детей негативный эмоциональный фон сменяется положительным. Снижается количество страхов и проявление эмоциональных дисфункций.
Один из основных аргументов в пользу дельфинотерапии — физиологический эффект при помощи ультразвука. Основным его объяснением являются изменения биоэлектрической активности мозге, а также изменение среды, в которой находится ребенок.
Среди гипотез механизмов воздействия дельфинов обычно называются ультразвуковое воздействие (а именно его подвиды: сонофорез, резонансное распознавание и кавитация), сенсорное воздействие, двигательная активность на суше и в воде, игровое взаимодействие и эмоциональный компонент. Помимо этого, дельфины вида афалина продуцируют низкочастотные вибрации, которые, по некоторым данным, способствуют выборочной активации различных зон мозга и поведенческим изменениям. Сонофорез — увеличение проницаемости мембран в ответ на ультразвуковые волны за счет давления. Сонофорез усиливает перенос веществ, включая гормоны, через клеточные мембраны, посредством изменения мембранного потенциала постсинаптических терминалов и стимуляции притока ионов натрия и кальция и оттока ионов калия. Резонансное распознавание связано с активизацией белков при воздействии определенных резонансных частот. Кавитация же подразумевает создание в тканях организма микрополостей с газами. В таких полостях могут периодически создаваться высокие давления и температуры, нарушаться зарядовое равновесия на их стенках, что приводит к протеканию в полостях химических реакций. Ударные волны, сопровождающие образование и схлопывание полостей, повреждают клетки и ткани с выделением из них биологически активных веществ, благодаря схлопыванию которых выделяются химические вещества, в том числе эндорфины.

## Критика
Специалисты критикуют ДТ за неоднозначность и недостаточную изученность воздействия на человека, а также вероятную травмоопасность метода.
Дельфинотерапия критикуется в научном сообществе в связи с отсутствием доказательств её эффективности. В своей научной работе цетолог Лори Марино и клинический психолог Скотт Лилиенфельд, опубликованной в 2007 году, пишут:

Мы пришли к выводу, что спустя почти десять лет после нашего первоначального обзора не осталось убедительных доказательств того, что дельфинотерапия является действенной терапией или что она даёт проходящему лечение нечто большее, чем мимолётное улучшение настроения.
Оригинальный текст (англ.)Most of the time I'm dealing with little simulated AI people […]. The idea that every possible personality in the real world could be in this game means that a lot of the We conclude that nearly a decade following our initial review, there remains no compelling evidence that DAT is a legitimate therapy or that it affords any more than fleeting improvements in mood.

С одной стороны, дельфинотерапия требует перестройки систем реагирования, поскольку для ребенка это является попаданием в новую обстановку, с другой, — это является для него положительным эмоциональным подкреплением. Стресс может удачно мобилизовать адаптационные механизмы (особенно успешно это влияние в условиях осуществления физической деятельности с опорой на мотивацию). В то же время эмоциональная составляющая подкрепляет мотивацию, чем объясняется устойчивость эффекта дельфинотерапии во времени.
Наиболее полную критику метода приводит нейробиолог университета Эмори в Джорджии, Лори Марино с коллегами. Они говорят об отсутствии явных доказательств эффективности, а также о проблемах внутренней обоснованности в исследованиях Д.Натансона. Кроме того, исследователей возмущают возможные спекуляции на доверчивости пациентов.
С другой стороны, критика также касается экологических проблем, связанных с отловом дельфинов для центров плавания: несмотря на то, что законодательно отлов разрешен, его можно проводить в научных и культурных целях, что и используется в индустрии. Поскольку этап отлова и передержки не регламентирован и не контролируется, животные погибают в процессе.